# 盗聴 (1996年の映画)
『盗聴』（とうちょう、原題：Listen）は、1996年に公開されたアメリカ映画。日本では劇場未公開。

## ストーリー
サラ・ロスはボーイフレンドのジェイク・タフトが住むアパートに引っ越し、その手伝いで彼とサラの元恋人でレズビアンのクリスタ・バロンが来ていた。翌日、サラはエレベーターで住人のランディ・ウィルクスと知り合う。夜、サラは電話から他人の通話が聞こえることを知り、テレフォンセックスを盗み聞きした。その頃娼婦が殺されるという事件が起こる。警察は1年前の連続殺人と関連していると考え、刑事のサム･スタインマンとルイス・ペニーは事件の捜査を進めていた。
テレフォンセックスを盗み聞きしていたサラは、火災報知機が誤作動したことで通話している人物が同じアパートの住人だと知る。早速サラはクリスタを呼び、2人はその人物たちが待ち合わせるという場所に向かうが、顔を見ることはできなかった。2人がアパートに帰ると、ランディが女性を連れて外出するところを目撃する。そして翌日、その女性が殺害されているのが発見され、サラは警察にランディのことを通報する。ランディは逮捕されるが、証拠がなく釈放される。だが、その後夜の海岸で殺人事件が起こってしまう。
サラは、書類を渡しに管理人であるファーリーに会いに行くが、不在だった。管理人室に入ると、殺された娼婦の持ち物が置いてあるのを見つける。そのときファーリーが帰り、サラは逃げてジェイクのもとに行った。サラに言われ管理人室に向かったジェイクだが、ファーリーはすでに首を吊って死んでいた。警察はファーリーが犯人だとしたが、納得できないルイスはサムとともに知り合いの記者、マックスに頼みひそかに捜査をした。すると、現場から出てきた証拠の中にジェイクの名前が入ったワイシャツがあった。ルイスたちは犯人がジェイクをはめようとしていると考えた。
サラは、管理人室で遺品整理をしていたファーリーの姉に会う。彼女からファーリーは耳が聞こえないことを聞かされたサラは、犯人は別にいると確信する。部屋に戻ると、傷を負い壁にもたれかかったジェイクを見つける。彼はランディにやられたと話し、それを聞いたサラは、管理人室の合鍵でランディの部屋に忍び込む。部屋にはワイヤレスの電話があり、サラはランディが犯人だと考える。そこにランディが現れ彼女を捕らえるが、サム刑事たちが駆けつけランディを射殺する。後日、サラはジェイクと同居することを決め、ジェイクの部屋に移るが、サラを愛しているクリスタは同居に反対する。サラはクリスタのことも愛しているが、子供が欲しいので彼女にわかってくれるように言う。そのときジェイクの電話にテレフォンセックスから連絡があり、サラは愕然とする。帰宅したジェイクはサラに話を聞くように言うが、クリスタによって射殺される。その後警察が調べた結果、ジェイクが殺された娼婦に電話をしていたことがわかり、真犯人がジェイクだとして捜査を終了させる。だが、それはクリスタによる策略で、サラをジェイクから引き離し自分のものにするために、彼を犯人に仕立て上げたのであった。

## キャスト
| 役名                   | 俳優                     | 日本語吹替 |
| ---------------------- | ------------------------ | ---------- |
| サラ・ロス             | ブルック・ラングトン     | 深見梨加   |
| クリスタ・バロン       | サラ・バクストン         | 沢海陽子   |
| ジェイク・タフト       | ゴードン・カリー         | 家中宏     |
| サム・スタインマン刑事 | アンディ・ロマーノ       | 藤本譲     |
| ランディ・ウィルクス   | J・H・ワイマン           | 佐久田修   |
| ルイス・ペニー刑事     | エヴァン・タイラー       | 江原正士   |
| アーウィン・ファーリー | ジェフ・バーネット       | 小形満     |
| マックス               | フィリップ・グレンジャー | 辻親八     |

- 吹替その他：大川透、岩田安生、有馬瑞香、渡辺美佐、重松朋、油座睦実

## スタッフ
- 監督：ギャヴィン・ワイルディング
- 製作：ダイアン・パトリック・オコナー
- 製作総指揮：グレッグ・H・シムズ、ジェイコブ・ウェリントン、ギャヴィン・ワイルディング
- 脚本：ジョナス・カステル、マイケル・バファロ
- 音楽：デイヴィッド・デイヴィッドソン
- 撮影：ブライアン・ピアソン
- 編集：メリンダ・シーブルック

日本語版スタッフ
（吹替版）
- 演出：小林守夫
- 翻訳：井場洋子
- 調整：オムニバス・ジャパン
- 制作：タキコーポレーション、東北新社